# 常順妃 (明神宗)
常顺妃（1568年—1594年），明神宗万历帝嫔妃之一，山东平原人。父亲常江，母亲高氏。父亲常江因女贵被封为五品锦衣卫千户。

## 生平
万历十年入宫为宫婢。
万历十一年八月，被册封顺妃，时年十六岁。从册文的“效中壶之宵征，梦兰有庆”等句来看，她封妃的原因应是因为得幸怀孕但流产（因为她并没有皇子女出生）。
万历二十二年八月，常顺妃去世，年二十七岁。谥号溫靜，埋葬在金山。